# Angelina (schimmelgeslacht)
Angelina is een monotypisch geslacht van schimmels uit de orde Helotiales. De familie is nog niet eenduidig bepaald (incertae sedis). Het geslacht bevat alleen de soort Angelina rufescens.